# احمد شهسا
احمد شهسا (زادهٔ ۱۳۰۳ هـ.ش در قزوین ـ درگذشتهٔ ۱۳۷۹ در تهران) روشنفکر، دیپلمات ، نویسنده و مترجم ایرانی است. احمد شهسا تحصیلات دانشگاهی را در تهران به پایان رساند و از سال ۱۳۲۸ وارد خدمت وزارت امور خارجه ایران شد. درجه دکتری تاریخ را در سال ۱۳۳۷ دریافت کرد. در سال ۱۳۵۸ از خدمت وزارت خارجه بازنشسته شد در حالی که آخرین سمت او سفیر ایران در آلمان بود.
از جمله ترجمه‌های انتشاریافته از او، ماجراهای جاودان در فلسفه نوشته هنری توماس (۱۳۴۳)، مثلث قدرت جهانی نوشته کلوز مهنر (۱۳۵۱)، گورکی و لنین نوشته برترام ولف (۱۳۶۴)، کالبدشناسی قدرت نوشته جان کنت گالبرایت (۱۳۶۶)، بزرگان اقتصاد نوشتهٔ رابرت هایلبرونر (۱۳۷۰)، موج سوم دموکراسی در پایان سده بیستم نوشته ساموئل هانتینگتون (۱۳۷۳) و سرمایه‌داری در قرن بیست و یکم نوشتهٔ رابرت هایلبرونر (۱۳۷۶) است.